# Leucocosmia heliarcha
Leucocosmia heliarcha là một loài bướm đêm trong họ Noctuidae.